# Ivan Sunara
Ivan Sunara, (Drniš, 27. ožujka 1959.), hrvatski je košarkaš, osvajač brončane medalje na Olimpijskim igrama u Los Angelesu 1984. godine.